# حق‌السکوت (فیلم)
حق‌السکوت (انگلیسی: Blackmail) یا باج‌خواهی یک فیلم محصول سال ۲۰۰۵ و با بازی اجی دیوگن، سونیل شتی، پریانکا چوپرا، دیا میرزا است.